# Christophe-Gabriel Allegrain
Pour les articles homonymes, voir Allegrain.
Christophe-Gabriel Allegrain, né le 11 octobre 1710 à Paris et mort le 17 avril 1795 dans la même ville, est un sculpteur français.

## Biographie
Petit-fils d'Étienne Allegrain (vers 1650-1733), peintre de paysage, et fils de Gabriel Allegrain (vers 1680-1733), également membre de l'Académie, Christophe-Gabriel Allegrain est le beau-frère et collaborateur du sculpteur Jean-Baptiste Pigalle. Il devient sculpteur du roi et membre de l'Académie royale de peinture et de sculpture, dont il fut le recteur et doyen.
Au tout début du XVIIIe siècle, Christophe-Gabriel Allegrain s'installe à Paris dans le quartier du Marais, le long de la rue du Rempart (actuelle rue Meslay), où il établit son atelier sur l'emplacement des anciens remparts de Philippe Auguste et de Charles V. Parmi les artistes qui ont alors leur atelier dans cette rue se trouvent le sculpteur Robert Le Lorrain, ainsi que Jean-Baptiste Pigalle, son collaborateur, dont il épouse la sœur Geneviève Charlotte Pigalle (1713-avant 1744).
Succédant à Lambert Sigisbert Adam (1700-1759), il est nommé professeur de sculpture à l'Académie royale de peinture et de sculpture le 7 juillet 1759 et sera remplacé par Louis Jean-Jacques Durameau en 1781.

## Œuvres dans les collections publiques

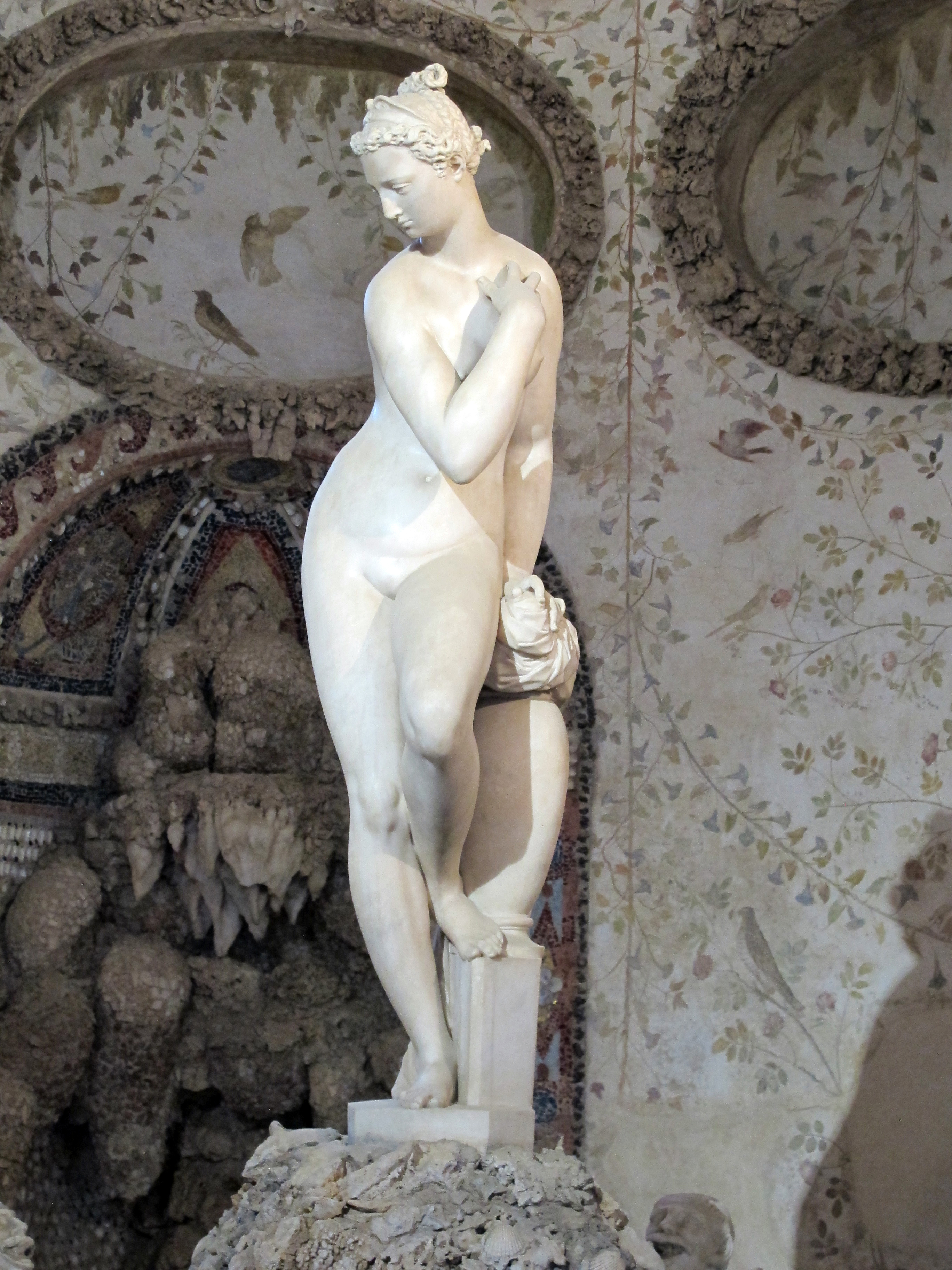
Jean Bologne, Venus della Groticella, Florence, grotte de Buontalenti.

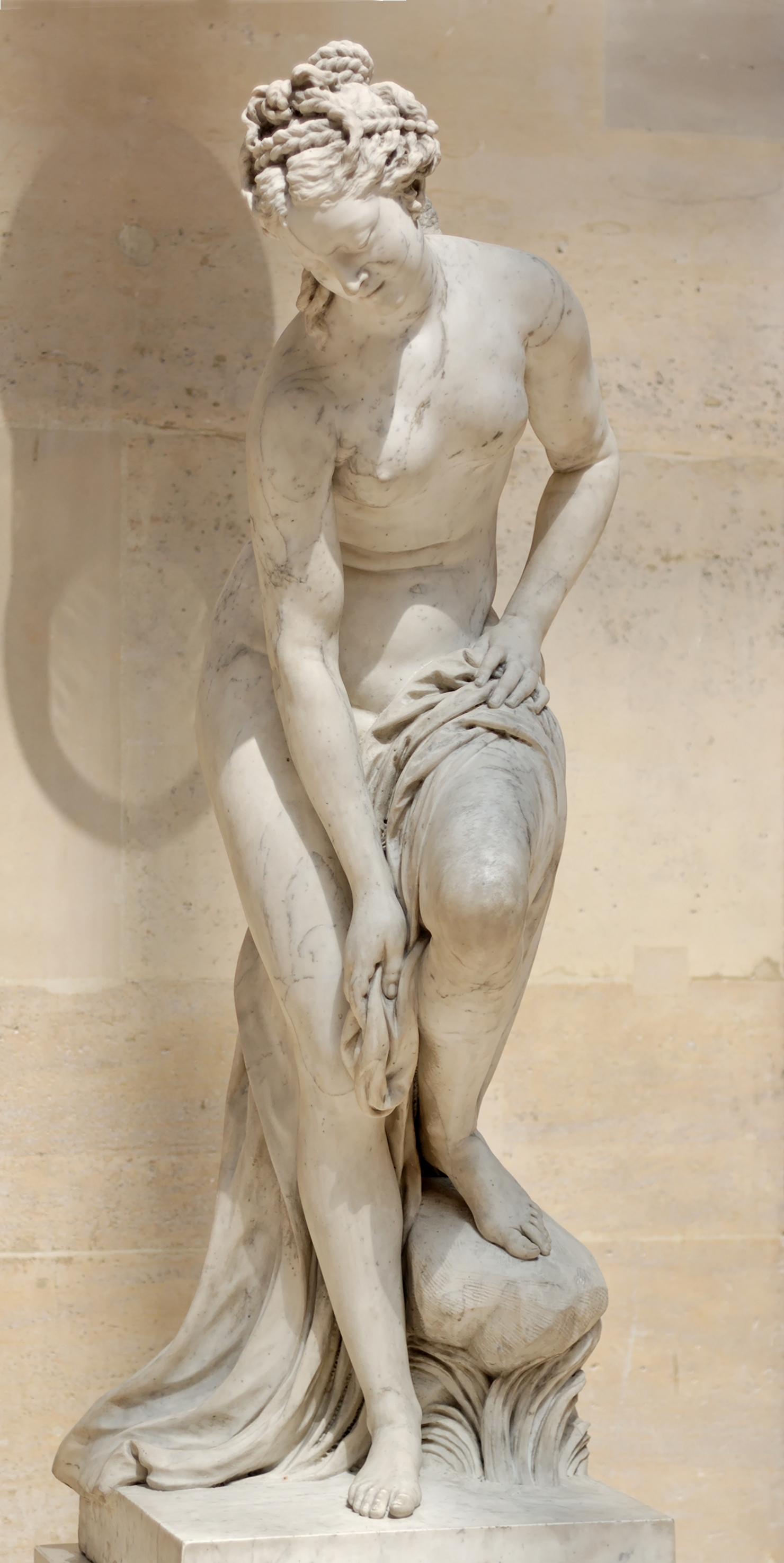
Baigneuse ou Vénus au bain (1767), Paris, musée du Louvre.

- Paris, musée du Louvre :Baigneuse ou Vénus au bain (1767), Paris, musée du Louvre.
  - Baigneuse ou Vénus au bain, Salon de 1767, statue en marbre, 174 × 62 × 67,5 cm[4]. En 1755, le marquis de Marigny, directeur des Bâtiments du Roi, passe commande à Allegrain d'une Vénus pour le château de Choisy. L'esquisse en terre-cuite est présentée au salon de 1757, mais n'est guère remarquée. En 1767, le grand marbre est achevé et exposé dans l'atelier du sculpteur. La même année, il est présenté au Salon, et reçoit des éloges, notamment de Denis Diderot dont le commentaire est resté célèbre : « Belle, belle, sublime figure ; ils disent même la plus belle, la plus parfaite figure que les modernes aient faite […] Les belles épaules, qu'elles sont belles, comme ce dos est potelé, quelle forme de bras, quelles précieuses, quelles miraculeuses vérités de nature dans toutes ces parties ». L'œuvre est ainsi unanimement appréciée malgré la mauvaise qualité du marbre fourni au sculpteur, souffrant de plusieurs veines bleuâtres. Il s'agit de la première commande importante passée au sculpteur, et Diderot avouera dans une lettre de mai 1768 au sculpteur Falconet : « Eh bien cet Allegrain dont je n'avais jamais entendu parler, vient de faire une Vénus au bain qui fait l'admiration, même des maîtres de l'art ». Allegrain s'est sensiblement inspiré d'un petit bronze du sculpteur maniériste Jean de Bologne, Baigneuse posant le pied sur un vase de parfum (plusieurs exemplaires connus), reprenant la ligne sinueuse du corps, les épaules tombantes, la poitrine haute et menue, et la coiffure composée de nattes sophistiquées. L'œuvre a intrigué les contemporains par sa pose sensuelle, se penchant en avant, avec une inclinaison délicate de la tête, qui a d'ailleurs nécessité de laisser un pont derrière la nuque pour renforcer la sculpture. Le visage est animé d'un discret sourire et d'un plissement à l'œil gauche, sollicitant la complicité du spectateur. On note le naturalisme du corps, les chairs pleines, laissant apparaître des bourrelets et plis sur le ventre, les hanches, et le creux du bras, si admirés par Diderot. La sculpture est acquise par Louis XV qui l'offre en 1772 à sa favorite madame du Barry, qui l'installe alors dans le parc du château de Louveciennes ;
  - Diane surprise par Actéon, dite aussi Diane au bain, 1778, statue en marbre[5] ;Diane au bain (1778), musée du Louvre.

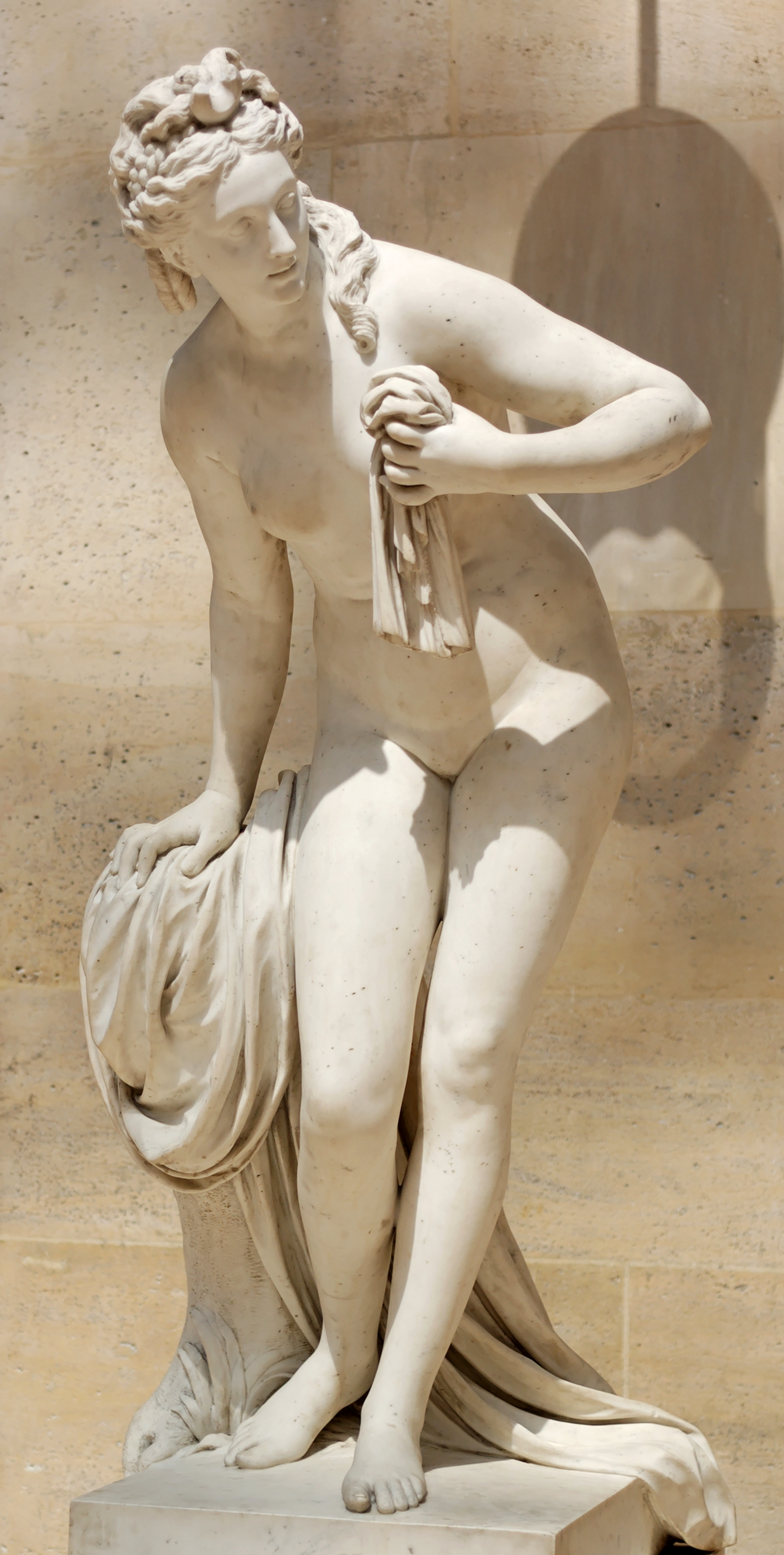
Diane au bain (1778), musée du Louvre.

  - Georges Gougenot et sa femme, 1767, attribué à Allegrain, médaillon ;
  - Narcisse ;
  - Saint Paul, statue en marbre, destinée à la cathédrale Saint-Louis-des-Invalides, elle fut terminée par Louis-Philippe Mouchy.
- Sèvres, musée national de céramique :
  - La Batteuse de beurre, porcelaine de Sèvres exécutée par Jean-Baptiste Defernex d'après une statue en pierre d'Allegrain sculptée d'après un dessin de François Boucher pour orner la laiterie du château de Crécy de madame de Pompadour dans les années 1750[6].

## Salons
- 1747 : Le Satyre de Marsyas, plâtre ; Narcisse se mirant dans l'eau, plâtre.
- 1753 : Narcisse se mirant dans l'eau, marbre.
- 1757 : Un enfant, statue en marbre destinée au tombeau de M. Dupré.
- 1769 : Le Sommeil et Le Matin, bas-reliefs.

## Élèves
- François Milhomme